# Панталасса
Панталасса (др.-греч. Πανθάλασσα, дословно — «всеморе» от παν- «весь», «целый», «каждый» + θάλασσα «море»)  — гипотетический океан, окружавший, начиная с силурийского периода (443 млн лет назад) палеозоя и до среднего мезозоя (200 млн лет назад) включительно, суперконтинент Пангею и покрывавший около половины земного шара. Другое название — Палеотихоокеанский супербассейн.
В настоящее время литосферные плиты Панталассы замещены литосферными плитами под Тихим океаном.
Схождение тектонических плит в единственный на планете континент привело к существенному изменению динамики вращения планеты, движению магмы и поверхностных плит, водяного и воздушного оборота и, как следствие, климата планеты.
Огромный залив, называемый морем Тетис, вдавался в суперконтинент между будущими Евразией и Австралией. Океан Панталасса непрерывно расширялся до начала мезозоя, литосферные плиты, окружавшие его, раздвигались в стороны; причиной этого движения был спрединг (распространение) океанической коры, непрерывно образовывавшейся в срединно-океаническом хребте. С начала мезозоя происходит сокращение площади Панталассы, вдоль почти всех её берегов возникли зоны субдукции. Вдоль азиатского и северо-американского берегов возникли системы островных дуг.